# Calendarul iulian
Calendarul iulian a fost introdus de Iulius Cezar în 46 î.Hr., intrând în uz în anul 45 î.Hr. (sau 709 ab urbe condita). Acest tip de calendar a fost ales după consultări cu astronomul Sosigene din Alexandria și a fost cel mai probabil calculat prin aproximarea anului tropic. Calendarul Iulian are un an obișnuit de 365 de zile, împărțit în 12 luni, cu un an bisect adăugat la fiecare patru ani, ceea ce face ca anul mediu să aibă 365,25 de zile. Calendarul iulian a rămas în uz în unele țări până în secolul al XX-lea și mai este folosit încă de mai multe biserici naționale ortodoxe. Cu acest calendar ar trebui adăugate prea multe zile pentru a păstra corespondența cu anul astronomic, care este mai lung cu 11 minute decât anul iulian mediu, aceasta ducând la acumularea unei zile diferență în 128 de ani. S-a spus că Cezar era conștient de imperfecțiunea calendarului propus, dar a considerat că este vorba de o problemă minoră. Pentru a pune de acord anul calendaristic cu cel astronomic, la propunerea doctorului napolitan Aloysius Lilius, Papa Grigore al XIII-lea a decretat, la 24 februarie 1582, reforma calendarului. Noul calendar este cunoscut, de atunci, sub denumirea de calendarul gregorian. Acesta făcea reglarea funcție de echinocțiul de primăvară și luna sinodică (pentru Paște). Uneori, pentru a evita confuziile dintre cele două moduri de datare, se folosește denumirea de Stil Vechi prin comparație cu Stilul Nou, denumirea dată calendarului gregorian.

## De lacalendarul romanla celiulian
Anul obișnuit în vechiul calendar roman era format din 12 luni cu 355 de zile. Se mai adăuga o lună suplimentară, (Intercalaris), între februarie și martie. Intercalaris era formată prin introducerea a 22 de zile înaintea ultimelor 5 zile ale lui februarie, creând astfel o lună de 27 de zile. Intercalaris începea după o lună februarie trunchiată la 23 sau 24 de zile, efectul fiind un an de 377 sau 379 de zile. 
Conform scriitorilor romani Censorinus și Macrobius ciclul ideal de intercalare consta din ani de 355 de zile care alternau cu ani de 377 sau 378 de zile. După acest sistem anul mediu roman avea 366,188 de zile pentru o perioadă de 4 ani, ducând la o deviere de 1 zi pe an pentru orice solstițiu sau echinocțiu. Macrobius descrie o ajustare mai fină, pentru 8 ani din 24 existau numai trei ani Intercalaris de 377 de zile. Această reglare făcea ca anul mediu să fie de 365,188 de zile pentru o perioadă de 24 de ani. În practică însă, nu s-a folosit automat această schemă ideală, lungimea anului fiind hotărâtă de Pontifex Maximus. Atât cât poate fi determinat cu siguranță din dovezile istorice, se poate aprecia că mai degrabă s-a folosit o schemă neregulată și arbitrară, nu cea ideală. Reglările se făceau la fiecare doi sau trei ani, uneori după perioade mai mari de timp, iar alteori se făceau reglări ale anului în doi ani consecutivi. 
Dacă era gestionat corect, acest sistem ar fi permis anului roman să rămână în medie aproximativ aliniat anului tropical. Atunci când au fost omise prea multe intercalări, așa cum s-a întâmplat după al doilea război punic și în timpul războaielor civile, calendarul s-a îndepărtat foarte mult de alinierea cu anul tropical. Mai mult, cum intercalările erau făcute relativ târziu, cetățenii romani obișnuiți nu cunoșteau de cele mai multe ori data oficială, în mod special dacă se aflau mai departe de orașe. Din cauza acestor fapte, ultimii ani de dinaintea calendarului iulian au fost denumiți ani ai dezordinii. Problema a devenit mai mare pe vremea lui Iulius Cezar, (63 î.Hr.-46 î.Hr.), când au fost numai cinci luni intercalate în loc de opt, nici una dintre ele în perioada 51-46 î.Hr. 
Reforma iuliană încerca să corecteze pentru totdeauna această problemă. Înainte de a fi aplicată reforma, zilele care nu fuseseră intercalate, (67 zile = 22+23+22), au fost adăugate între noiembrie și decembrie 46 î.Hr., sub forma a două luni suplimentare fața de cea de 23 de zile care fusese deja adăugată după februarie. Toate aceste 90 de zile au fost adăugate ultimului an roman republican, rezultând un total de 445 de zile. Pentru că a fost ultimul an din seria celor neregulați, a fost numit ultimul an al dezordinii. Primul an în care a funcționat reforma a fost 46 î.Hr..

## Eroarea anilor bisecți
În ciuda faptului că noul calendar era mult mai simplu decât cel roman, cei chemați să pună în practică reforma se pare că au înțeles greșit algoritmul. Ei au adăugat un an bisect la fiecare trei ani, nu la patru, cum era normal. Cezar Augustus a remediat această discrepanță după 36 de ani de la prima greșeală. El a hotărât să sară câteva zile pentru a corecta eroarea. 
Alternanța istorică a anilor bisecți în această perioadă nu ne-a fost transmisă de nici o sursă antică, deși existența anilor bisecți la fiecare trei ani este confirmată de o inscripție care datează din anul 8 sau 9 d.Hr. Învățatul Joseph Scaliger a stabilit în 1583 că reforma lui Augustus a avut loc în anul 8 d.Hr., și a stabilit că șirul de ani bisecți a fost 42-39-36-33-30-27-24-21-18-15-12-9 î.Hr, 8, 12 d.Hr., etc. Această propunere este cea mai răspândită soluție acceptată. Uneori se sugerează că anul 45 î.Hr a fost un an bisect. 
S-au propus și alte soluții. Kepler a propus ca șirul corect al anilor bisecți să fie 43-40-37-34-31-28-25-22-19-16-13-10 î.Hr., 8-12 d.Hr., etc. În 1883, învățatul Matzat a propus șirul 44-41-38-35-32-29-26-23-20-17-14-11 î.Hr., 4-8-12 d.Hr. etc, bazându-se pe un pasaj din Dio Cassius, care menționa o zi din anul 41 î.Hr. ca fiind contrară regulii (lui Cezar). În anul 1960, Radke a presupus că reforma a fost instituită de fapt când Augustus a devenit Pontifex Maximus în 12 î.Hr., sugerând secvența 45-42-39-36-33-30-27-24-21-18-15-12 î.Hr., 4-8-12 d.Hr. etc.
În anul 1999, a fost publicat un papirus egiptean care conținea efemeride (tabel al pozițiilor pe cer ale soarelui, lunii și planetelor), datat în anul 24 î.Hr. atât în calendarul egiptean cât și în cel roman. Din acest papirus se poate deduce că cea mai probabilă succesiune a anilor bisecți este 44-41-38-35-32-29-26-23-20-17-14-11-8 î.Hr., 4-8-12 d.Hr. etc., foarte aproape de șirul sugerat de Matzat. Aceasta ne arată ca șirul standard cu an bisecți la fiecare patru ani începe în anul 4 al erei noastre, la 20 de ani de la reforma lui Augustus. Acest șir face ca anul roman să coincidă cu anul iulian în perioada 32-26 î.Hr. Aceasta sugerează că unul dintre scopurile reformei lui Augustus a fost aceea de a asigura ca datele cheie ale carierei sale să rămână neschimbate, (precum aceea a căderii Alexandriei de pe 1 august 30 î.Hr. care a rămas neschimbată de reformă).
Datele calendarului roman înainte de anul 32 î.Hr. erau în mod tipic cu o zi sau două în urma aceleiași date din calendarul iulian. Astfel, data de 1 ianuarie din calendarul roman când s-a aplicat reforma iuliană, cade de fapt pe 31 decembrie 46 î.Hr. a calendarului iulian.

## Denumirea lunilor
Romanii au dat numele lui Iuliu Cezar și Augustus unor luni astfel: au rebotezat luna a cincea Quintilis (luna martie fiind prima lună a anului) = Iulius (iulie) în 44 î.Hr. și luna a șasea Sextilis = Augustus în anul 8 d.Hr. Și alte luni au fost rebotezate de diferiți împărați, dar noile nume nu au supraviețuit morții inițiatorilor schimbării. Caligula a redenumit a șaptea lună September -= Germanicus; Nero a redenumit Aprilis = Neroneus, Maius = Claudius și Iunius = Germanicus; Domițian a redenumit September = Germanicus și luna a opta October = Domitianus. September a fost redenumit Antoninus și Tacitus. November, a noua lună, a fost redenumită Faustina și Romanus. Commodus a fost unic, prin redenunirea tuturor lunilor după propriile lui nume: Amazonius, Invictus, Felix, Pius, Lucius, Aelius, Aurelius, Commodus, Augustus, Herculeus, Romanus și Exsuperatorius!
Mai mult timp decât nume efemerele date de împărații romani au rezistat numele introduse de Charlemagne. El a redenumit toate lunile cu denumirile agricole în vechea limbă germană. Aceste nume au fost folosite până în secolul al XV-lea și, cu unele modificări, până în secolul al XVIII-lea, astfel: Wintarmanoth (luna de iarnă - ianuarie), Hornung (bastard? - februarie), Lentzinmanoth (luna împrumutată - martie), Ostarmanoth (luna Paștelui - aprilie), Winnemanoth (luna pășunatului - mai), Brachmanoth (luna aratului - iunie), Heuvimanoth (luna fânului - iulie), Aranmanoth (luna recoltei - august), Witumanoth (luna lemnului - septembrie), Windumemanoth (luna culesului viei - octombrie), Herbistmanoth (luna ierbii - noiembrie) și  Heilagmanoth (luna sfântă - decembrie).

## Numărul de zile al lunilor
Conform învățatului din secolul al XIII-lea, Sacrobosco, schema originală a lunilor calendarului iulian era una foarte regulată, cu luni alternative scurte și lungi. Astfel, din ianuarie până în decembrie, numărul de zile ale lunilor era, pentru calendarul roman republican, următoarea: 30, 29, 30, 29, 30, 29, 30, 29, 30, 29, 30, 29 - totalizând 354 zile.
El credea că Iulius Cezar a adăugat o zi fiecărei luni, cu excepția lunii februarie, în total de 11 zile în plus, anul ajungând astfel la 365 de zile. O zi suplimentrară putea să fie adăugată la februarie în anii bisecți: 31, 29 (30), 31, 30, 31, 30, 31, 30, 31, 30, 31, 30.
El considera că Augustus a schimbat schema astfel: 31, 28 (29), 31, 30, 31, 30, 31, 31, 30, 31, 30, 31 - dându-ne astfel modul neregulat al numărului de zile ale lunilor pe care îl avem și în zilele noastre. Motivul ar fi fost dorința ca lungimea lui Augustus să nu fie mai mică (și inferioară ca importanță) lui Iulius.
Deși această teorie este răspândită și în prezent, este aproape sigur că Sacrobosco a greșit. O pictură murală, care înfățișează un calendar roman republican, s-a păstrat până în zilele noastre, ceea ce confirmă faptul că lunile aveau o lungime neregulată încă mai înainte ca Iuliu Cezar să reformeze calendarul  Arhivat în 5 ianuarie 2006, la Wayback Machine. astfel: 29, 28, 31, 29, 31, 29, 31, 29, 29, 31, 29, 29.
De asemenea, un lucru care nu s-a schimbat la trecerea de la calendarul roman la cel iulian au fost datele Nonelor și Idelor. În particular, Idele erau pe 15 (sau pe 13) ale lunilor martie, mai, iulie și octombrie. Acest lucru sugerează că lunile menționate mai sus au avut tot timpul 31 de zile în calendarul iulian. În sfârșit, teoria lui Sacrobosco este contrazisă de lungimea de 31 de zile a lunii Sextilis dată de papirusul egiptean din anul 24 î.Hr.

## Numerotarea anilor
Metoda cea mai folosită de romani pentru identificarea anilor în scopul numerotării era să-i numească după cei doi consuli care își inaugurau consulatul în acel an. Din 153 î.Hr., ei își începeau mandatul pe 1 ianuarie, iar Iulius Cezar nu a schimbat acest obicei. Anul acela era un an eponim (botezat cu numele unui magistrat). Anii romani au fost astfel numiți până la mandatul ultimului consul numit în 541. Romanii numărau mai rar anii de la fondarea orașului Roma, Ab Urbe condita (AUC - „De la intemeierea Romei”). Această metodă era folosită de istoricii romani pentru determinarea numărului de ani dintre două evenimente, nu pentru numirea datei calendaristice. Mai mult decât atât, istoricii foloseau date diferite pentru fondarea Romei. Fasti Capitolini, o inscripție care conține o listă a consulilor, publicată de Augustus, folosea ca dată a fondării 752 î.Hr. Data folosită de Varro, 753 î.Hr., a fost adoptată de istoricii moderni. Editorii renascentiști adăugau data fondării Romei manuscriptelor pe care le publicau, dând falsa impresie că romanii își numerotau anii. Este de amintit că anul de fondare varronian nu a început pe 1 ianuarie, ci în Ziua Întemeietorului – 21 aprilie. Acest lucru împiedica biserica romana timpurie să sărbătorească Paștele după 21 aprilie, deoarece sărbătorile de Ziua Întemeietorului erau în dezacord cu sobrietatea Postului Mare. 
Pe lângă anii consulari, romanii mai foloseau uneori și anii de domnie ai unui împărat. Anno Diocletiani, numiți astfel după Dioclețian, au fost folosiți de creștinii din Alexandria pentru a-și numerota Paștile de-a lungul secolului al IV-lea și al V-lea.                În anul 537, Iustinian a hotărât ca, din acel moment înainte, data trebuie să includă numele împăratului, indicțiunea și numele consulului. Indicțiunea a făcut ca anul Bizantin să înceapă pe 1 septembrie. În anul 525, Dionisie cel Mic a propus sistemul Anno Domini, care s-a răspândit treptat în Europa Occidentală creștină, după ce sistemul a fost adoptat de călugărul Beda Venerabilul. Anii au început să fie numerotați de la anul presupus al nașterii lui Isus, de 25 martie – Buna Vestire, pentru ca în curând această dată să fie schimbată pe 25 decembrie - Crăciunul, înapoi de Buna Vestire în Anglia, pentru ca în Franța anii să fie numărați începând cu ziua de Paști.

## De lacalendarul iulianlacalendarul gregorian
Calendarul iulian a fost folosit în Europa din timpurile Imperiului Roman până în anul 1582, când Papa Grigore al XIII-lea a promulgat calendarul gregorian, care a fost în scurtă vreme adoptat de majoritatea țărilor catolice. Țările protestante l-au adoptat ceva mai târziu, iar țările din Europa Răsăriteană l-au adoptat mult mai târziu, unele la începutul secolului al XX-lea. Rusia a folosit calendarul iulian până după Revoluția rusă, de aceea Revoluția din Octombrie a izbucnit în noiembrie, conform calendarului gregorian. În Rusia, calendarul iulian a suferit totuși o reformă sub Petru cel Mare (înainte deci de reforma completă de la începutul secolului XX), când s-a renunțat la numerotarea anilor de la (ceea ce creștinii credeau că este momentul care coincide cu) "facerea lumii", adoptându-se ca moment de la care se numără anii nașterea lui Hristos, în plus tot atunci adoptându-se și convenția prin care anul începe pe 1 ianuarie, și nu la 1 septembrie, așa cum era cazul în vechiul calendar bizantin.
Deși țările din Europa Răsăriteană au adoptat calendarul gregorian până în 1923, bisericile lor naționale ortodoxe folosesc în continuare calendarul iulian. La Conferința interortodoxă de la Constantinopol din mai 1923, a fost propus un calendar iulian revizuit. Acest calendar este format dintr-o parte solară, care este și va fi similară cu calendarul gregorian până în anul 2800 și o parte lunară, cu ajutorul căreia se calculează astronomic Paștele la Ierusalim. Toate bisericile ortodoxe au refuzat partea lunară, continuând astfel sărbătorirea Paștelui conform calendarului iulian, (Biserica Ortodoxă Finlandeză folosește calendarul gregorian pentru sărbătorirea Paștelui). Partea solară a calendarului a fost acceptată numai de unele dintre bisericile ortodoxe, și anume: Biserica Ortodoxă a Constantinopolului, Biserica Ortodoxă a Alexandriei, Biserica Ortodoxă a Antiohiei, Biserica Ortodoxă Greacă, Biserica Ortodoxă Cipriotă, Biserica Ortodoxă Română, Biserica Ortodoxă Poloneză și Biserica Ortodoxă Bulgară (în 1963), acestea sărbătorind Crăciunul pe 25 decembrie calendarul gregorian, odată cu bisericile catolice, până în anul 2800. Biserica Ortodoxă a Ierusalimului, Biserica Ortodoxă Rusă, Biserica Ortodoxă Sârbă, Biserica Ortodoxă Georgiană, Biserica Ortodoxă Ucraineană și calendariștii vechi greci și cei români au continuat să folosească calendarul iulian pentru datele fixe, de aceea ei sărbătoresc Crăciunul pe 25 decembrie calendarul iulian (7 ianuarie calendarul gregorian) până în anul 2100.